# Ribeira da Vila
A Ribeira da Vila é um curso de água localizado na freguesia do Topo, concelho da Calheta, ilha de São Jorge, arquipélago dos Açores, Portugal.
Este curso de água tem origem a uma cota de cerca de 580 m nos contrafortes montanhosos do Cume dos Arrebentões e do Pico das Barreiras. Procede à drenagem de uma bacia hidrográfica que engloba os contrafortes destas elevações bem como toda a área que se estende até que a ribeira se encontre com o mar, designadamente o Canto do Norte, a Cancela de Água, o Enganho e a Lomba.
Desagua no Oceano Atlântico depois de passar na localidade da Lomba e de São Pedro precipitando-se do cimo de uma falésia que ronda os 200 metros de altura entre a Ponta de São Gonçalo.